# Valkjärvi

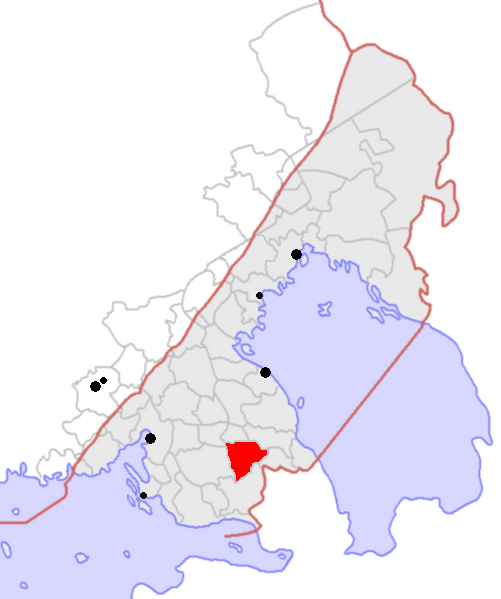
Valkjärvi.

Valkjärvi var en kommun i Äyräpää härad i Viborgs län.
Ytan (landsareal) var 453,2 km² och kommunen beboddes av 8 187 människor med en befolkningstäthet av 18,1 km² (31 december 1908).
Valkjärvi var enspråkigt finskt och blev del av Sovjetunionen efter andra världskriget.